# Cytochrome b5 réductase
La cytochrome b5 réductase est une oxydoréductase qui catalyse la réaction :
NADH + 2 ferricytochrome b5  {\displaystyle \rightleftharpoons }  NAD+ + H+ + 2 ferrocytochrome b5.
Cette enzyme est codée chez l'homme par les gènes CYB5R1 (en), CYB5R2 (en), CYB5R3 (en) et CYB5R4 (en), transcrits en quatre isoenzymes. Ces dernières interviennent dans des réactions d'oxydoréduction très importantes, notamment la réduction de la méthémoglobine, le recyclage de l'ascorbate, le métabolisme des lipides et, plus généralement, les transferts d'électrons du NADH à divers substrats.
La cytochrome b5 réductase utilise le FAD comme cofacteur. Elle est structurellement et fonctionnellement apparentée aux nitrate réductases chez les plantes et les mycètes.